# 경상북도립예천공공도서관
경상북도립공공도서관은 대한민국 경상북도 예천군 예천읍 소재의 도서관이다.

## 연혁
- 1989년 7월 10일 예천공공도서관 설치조례공포(제1196호)
- 1989년 8월 21일 예천공공도서관 착공
- 1990년 1월 9일 예천공공도서관 준공(2,3층), 963.35m2
- 1990년 2월 14일 예천공공도서관 준공
- 1990년 2월 16일 예천공공도서관 개관
- 1991년 3월 25일 경상북도립예천공공도서관으로 명칭 변경
- 1992년 12월 17일 1층 증축(330.48m2, 열람석 178석 증가)
- 2002년 7월 19일 디지털자료실 개실
- 2008년 12월 자료실 통합
- 2010년 12월 31일 홈페이지 개편(웹접근성 준수)
- 2012년 7월 보존서고 개축